# Чачимбиро
Чачимбиро (исп. Chachimbiro) — неактивный стратовулкан в Эквадоре. Высота основной вершины вулкана 4106 метров над уровнем моря. Последнее извержение вулкана произошло около 6000 лет назад.

## Физико-географическая характеристика
Вулкан Чачимбиро представляет собой вулканческий комплекс в провинции Имбабура, Эквадор, в 25 километрах на северо-запад от города Ибарра и примерно в 70 километрах на северо-северо-восток от столицы Эквадора Кито.
Основная вершина вулкана, Уангуильяро (исп. Huanguillaro), имеет высоту 4106 метров над уровнем моря. Всего же комплекс содержит около 10 крупных лавовых куполов, образовавшихся в результате извержений вулкана. На территории вулканического комплекса присутствует ряд горячих источников и термальных систем.
Вулканический комплекс Чачимбиро входит в состав экологического заповедника Котакачи — Каяпас (исп. Reserva Ecologica Cotacachi — Cayapas).

## Извержения вулкана
Вулканическая активность на Чачимбиро началась около 500 000 лет назад, в среднем плейстоцене. В конце плейстоцена произошло мощное извержение вулкана Уангуильяро, которое привело к образованию 3-километровой кальдеры и большого оползня (по оценкам, около 7 км3). Кальдера позднее была заполнена лавовыми куполами других извержений. Вулкан был активен до середины голоценового периода. Последнее извержение произошло около 5700 лет назад, на северо-северо-восточном склоне горы, в результате которого образовался купол Пицанци (исп. Pitzantzi). Пепел покрыл область площадью около 50 км2, толщина отложений колеблется от нескольких сантиметров до нескольких метров. Лавовые потоки прошли расстояние около 10 километров.